# Стефан Остоич
Стефан Остоич (на босненски: Stjepan Ostojić) е крал на Босна от 1418 г. до детронирането му през 1420 г. от босненската аристокрация.
Той е единственият законен син на Остоя Котроманич, роден от втората му съпруга Куява Радинович. Когато през 1416 г. Остоя Котроманич се развежда с Куява, за да си разчисти пътя за брака си с Елена Нелипчич, Стефан изглежда се настроил срещу баща си както твърди Мавро Орбини.
През 1418 г. Остоя Котроманич умира и съветът на босненските велможи (т.нар. станак) се свиква, за да утвърди възкачването на трона на Стефан Остоич. След встъпването си в длъжност Стефан мигновено възстановява правата и привилегиите на майка си, с което започват и интригите и конфликтите между двете бивши съпруги на Остоя Котроманич. На тях се слага край след като крал Стефан Остоич нарежда Елена Нелипчич да бъде хвърлена в затвора през лятото на 1419 г.
Във външнополитически план новият крал сключва съюз с Венецианската република през същата 1419 г., но така и не съумява да затвърди властта си. На 1 август 1420 г. той е свален от власт като Твърдко II с помощта на Османската империя заема неговото място на престола. Последното споменаване на Стефан Остоич в историческите документи е от април 1421 г., когато той предлага нов съюз на Венеция.